# Моралы Хасан-паша
Моралы Дамат Хасан-паша (тур. Moralı Damat Hasan Paşa; ? — май 1713) — османский государственный деятель, великий визирь Османской империи (16 ноября 1703 — 28 сентября 1704).

## Биография
По происхождению — грек. Родился в Триполисе, Пелопоннес, (эялет Морея). По системе девширме он был обращен в ислам и отправлен в школу Эндерун.
В 1684 году получил должность оружейника. В ноябре 1687 года Моралы Хасан-паша был отправлен губернатором в эялет Египет, где был назначен визирем. В 1690 году он был освобожден от занимаемой должности. После 1690 года он занимал должности мутасаррифа Бурсы и Измита. В 1696 году он был назначен губернатором Халеба в Сирии, а в 1697 году стал наместником Коньи. Он не отправился на новое назначение, а принял участие в венгерской экспедиции османской армии под командованием великого визиря Хусейн-паши Кёпрюлю. После возвращения из похода в 1698 году он был освобожден от назначения и награжден постом второго визиря.
В 1691 году Моралы Хасан-паша женился на османской принцессе Хатидже-султан (1658/1662 — 1743), старшей дочери султана Мехмеда IV и сестре будущего султана Ахмеда III. У супругов было два сына и одна дочь. После брака с принцессой Моралы Хасан-паша получил прозвище «Дамат» (зять султана).
17 ноября 1703 года после отставки великого визиря Каваноза Ахмед-паши султан Ахмед III назначил новым великим визирем Моралы Дамата Хасана-пашу. Он приложил большие усилия, чтобы обеспечить авторитет Ахмеда и, следовательно, ликвидировать главарей повстанцев. Несмотря на довольно жесткие административные меры, которые он принял, государственная власть и общественная деятельность в Стамбуле были достигнуты только в начале 1704 года.
28 сентября 1704 года Моралы Дамат Хасан-паша был освобожден от должности великого визиря и вместе со своей женой Хатидже-султан отправлен в ссылку в Измит. Но вскоре он был прощен и возвращен вместе с женой в Стамбул. В августе 1707 года он во второй раз был назначен губернатором эялета Египет. Осенью 1708 года Моралы Дамат Хасан-паша получил должность губернатора Триполи. В 1712 году — губернатор Анатолии и Ракки.
Моралы Дамат Дамат Хасан-паша скончался в мае 1713 года во время эпидемии чумы, которая вспыхнула в Ракке.